# Historia del pensamiento económico

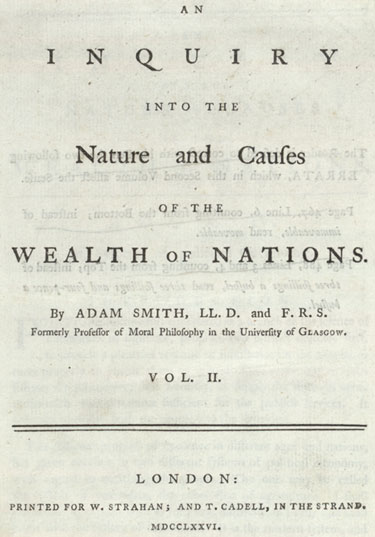
La riqueza de las naciones se considera el primer libro moderno de economía

La historia del pensamiento económico es la rama de la economía que estudia la historia de los esfuerzos intelectuales por entender y explicar los fenómenos comunes de la naturaleza. Es decir, que es la disciplina que trata el proceso cronológico del nacimiento, desarrollo y cambio de las diferentes ideas y distintas economías en diferentes sociedades, mostrando la contribución del pensamiento económico dominante a la economía moderna.

## Edad Media economía
El pensamiento económico en la Edad Media, desarrolló el feudalismo y la filosofía escolástica, y se centró en cuestiones éticas, como la pobreza y la caridad, el precio justo, la relación conceptual entre el beneficio, el interés y la usura.
Los pensadores cristianos de la Edad Media, entre ellos Santo Tomas de Aquino, debatieron el problema del precio y de la ganancia, desde el punto de vista de si era correcto o pecaminoso obtener ganancias a partir del intercambio de mercaderías.
Supervivencia temporal más allá de la crisis bajomedieval, se extendió durante el Antiguo Régimen, en que fueron apareciendo nuevas escuelas de pensamiento económico, como el mercantilismo, que no obstante, en algunos casos, mantuvieron cierta continuidad con el pensamiento medieval.
Otro de los pensadores en la época medieval fue Nicolás de Oresme, que consideraba al comercio beneficioso y fuente lícita para la obtención de ganancias, pero lo subordinaba al interés del Estado y de los gobernantes, y a la moral. Lo mismo ocurría con la moneda. Condenó su falsificación para obtener ganancias.
Contemporáneamente, en otros contextos geográficos, sociales, económicos y culturales, como fue el caso del Islam medieval, se desarrollaron otras formas de pensamiento económico, con notables autores (ejemplo: Ibn Jaldún).

### Ibn Jaldún
Ibn Jaldún también fue un economista pródigo, el cual consideró aspectos como el trabajo y el valor, la demanda, el costo, los precios y su independencia, la riqueza como producto social y no individual, el dinero no como sinónimo de riqueza, las clases de ocupaciones, las fases del desarrollo económico, las relaciones de dependencia entre campo y ciudad, las artes y los oficios, la importancia del Estado dentro de la economía y las consecuencias de la falta de este, el lujo, necesidades naturales y normales. También consideró aspectos de finanzas públicas, como las tarifas de los impuestos, la distribución de estos, los gastos sociales de los servicios estatales, un gobierno como comprador de bienes y servicios, y los efectos de los gastos del Estado sobre el ingreso y las entradas de impuestos. Algunos de estos aspectos tomaron años hasta que fueron redescubiertos, por ejemplo por Adam Smith o Karl Marx. Ibn Jaldun consideró que la economía era un determinante para los pueblos. Todo esto yace escrito en su magnum opus, el Muqaddima, escrito el siglo XIV.

## Economía moderna

### Mercantilismo
En los comienzos de la Edad Moderna se destacan dos escuelas de pensamiento en Europa. Por un lado, de forma paralela al proceso de consolidación de los estados-nación monárquicos se desarrolla durante los siglos XVII y XVIII el mercantilismo; afirmaba que gracias al intercambio de mercadería y a la acumulación de oro y plata se generaba la riqueza. Creían que la riqueza de un país estaba en la cantidad de oro que tenía, y pensaban que el comercio con otros países, si era favorable para un país, tenía que aumentar su cantidad de metales. Pedían al estado una política favorable a sus intereses, es decir, una política que favoreciera los productos nacionales y no la libre competencia. Asimismo, eran partidarios del proteccionismo frente al librecambismo. Realmente no se puede hablar de una escuela mercantilista, pues, para poder hablar de una escuela deben existir una serie de características que englobe este término. Una de ellas es la presencia de un maestro que crea un pensamiento el cual sea seguido por los miembros de la escuela, además de homogeneidad en el pensamiento.
Uno de los principales pensadores en el mercantilismo, ha sido Thomas Mun, quien expuso los principios generales del mercantilismo en una de sus obras. Aconsejaba abstenerse del consumo de mercaderías extranjeras en la dieta y atavío; vender siempre caro a los extranjeros lo que no tenían y barato lo que pudieran obtener de otro modo; usar los barcos propios para exportar; comprar barato, en lo posible en países lejanos y no dar oportunidad a competidores cercanos.

### Fisiocracia
Como reacción al mercantilismo surge en Francia, a mediados del siglo XVIII, la Fisiocracia, cuyo principal activista es Quesnay, y que actúan sobre todo en Francia. Creían que la economía funcionaba por flujos entre los distintos componentes de la economía (grupos sociales). Decían que la riqueza solo se genera en las tareas agrícolas, y que el intercambio de mercadería, e incluso la industria, no agregaban ningún valor. Opinaban que los agricultores eran la clase productiva del país porque alimentaban al resto de las clases: las otras dos clases eran los dueños de la tierra y la clase estéril (obreros, artesanos, comerciantes, etc.), llamados así porque tomaban cosas del mundo natural y solo las transformaban, es decir que no creaban nada.
Otro aporte teórico de la fisiocracia fue la tabla o cuadro económico, que fue un esquema ideado por Quesnay para explicar el origen del producto neto o riqueza que excede a la consumida en el proceso productivo. En esta tabla aparece la circulación de los productos desde los productores a los terratenientes, y de estos a los sectores estériles; y el retorno del dinero al productor. La obra en la cual Quesnay expuso esta circulación es el cuadro económico o tableau économique (1758).
En este circuito se consideraba a las actividades económicas como un sistema, donde las partes (ramas de la actividad económica) estaban interrelacionadas o conectadas por relaciones mutuas.

### Richard Cantillon
Richard Cantillon ha sido catalogado por varios historiadores del pensamiento económico como el padre de la economía antigua. Sin embargo, aún se duda sobre aspectos claves de su vida y de su obra.
El Essai sur la nature du commerce en général (1755), es la única obra que se le conoce a Richard Cantillon, manuscrito que circuló a partir de 1734 por Francia, Inglaterra y otros países de Europa, provocando una influencia central y directa en los pensadores más importantes del siglo XVIII y XIX, e indirecta en algunas escuelas del pensamiento económico moderno.
Un detallado estudio de su ensayo (Essai) permitirá al lector encontrar sus aportes a (1) la epistemología de la economía que enmarca toda la obra; (2) contribuciones a la microeconomía, donde se destacan su teoría del valor subjetivo y de la formación de los precios, además de una original teoría de la empresarialidad; (3) aportes a la macroeconomía, tomando fundamentalmente su teoría monetaria y de los ciclos económicos; y (4) su teoría del comercio internacional, donde muestra lo que él consideraba las falacias más importantes del mercantilismo. Cantillon fue el autor más citado por Adam Smith en La riqueza de las naciones, pero aún se detecta cierta injusticia hacia su originalidad en los libros de texto tradicionales de historia del pensamiento económico...

### Economía clásica
William Petty escribió en el siglo XVII diferentes textos sobre economía moderna. Habló junto con Quesnay de anatomía y de fisiología social, estudiaron la renta a través de las clases sociales del mismo modo que la sangre entre los diversos órganos del cuerpo humano. Petty distinguió dos factores de producción: el trabajo y la tierra «el trabajo es el padre... de la riqueza y la tierra es su madre».

#### Adam Smith

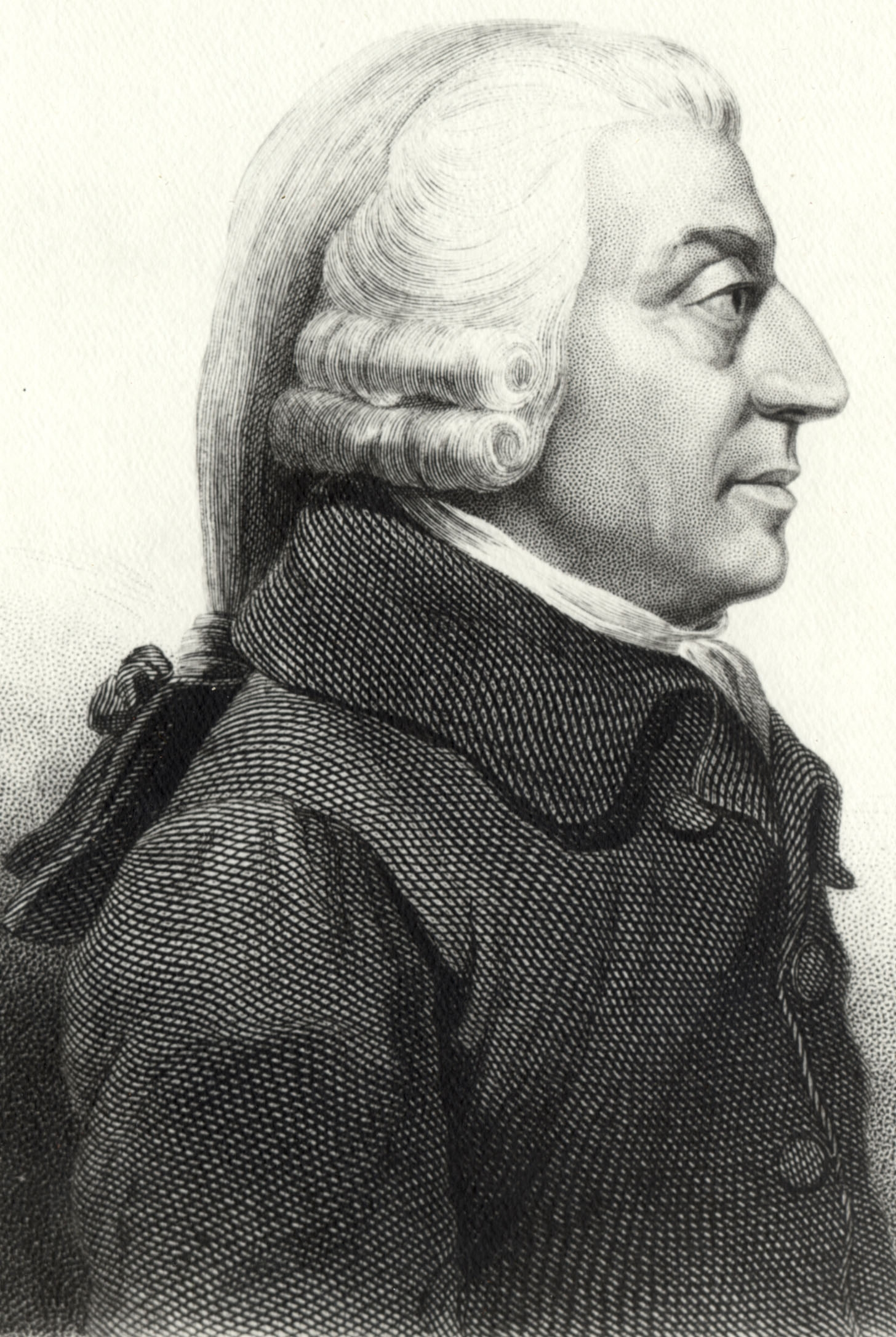
Adam Smith

Adam Smith desarrolló teorías de los sentimientos en su libro La Teoría de los Sentimientos Morales publicado en 1759: los individuos se mueven por el interés individual, amor propio y no solamente son movidos por interés individual sino que en el corazón humano tienen los sentimientos de simpatía. Smith buscó rebatir a Thomas Hobbes (autor de Leviatán) y a Bernard Mandeville, quien escribió La Fábula de las Abejas, cuyo subtítulo es O Vicios Privados o Virtudes Públicas. Para Mandeville, la prosperidad pública es el resultado del comportamiento de los vicios.
Fundador de la economía como ciencia, Smith escribió el libro La riqueza de las naciones, considerado el primer tratado sobre economía política y texto fundacional de la economía clásica. Sus aportes a la teoría fueron muy amplios, y entre ellos destaca la diferenciación entre precio y valor de uso de los bienes. Consideró que la natural tendencia del hombre a enriquecerse es beneficiosa para el conjunto de la sociedad, que la división del trabajo y la especialización traen crecimiento en la producción. Su concepto de la mano invisible postula que el crecimiento y el desarrollo son procesos naturales provenientes de la ambición del hombre por enriquecerse y que el Estado no debería intervenir; cuanto más libre sea la competencia, mejor para el conjunto de la sociedad.
Smith aplica un papel al Estado. El Estado desempeña un papel fundamental, importante en la defensa y la justicia y en la financiación de obras e instituciones públicas que no se llevan a cabo por los individuos. La Riqueza de las Naciones inspiró al resto de los economistas clásicos para formular sus teorías.
Defensor del laissez faire en cuanto a la no intervención del gobierno en los asuntos económicos. Para promover el bienestar, los mejores medios son el estímulo del propio interés y el desarrollo de la competencia.
El análisis del cambio dinámico de la sociedad descansa sobre la teoría de la acumulación, sostiene que la distribución del ingreso se distribuye entre las diversas clases sociales y de manera preferente, entre capitalistas y los terratenientes.
Adam Smith tomó mucho de los fisiócratas. La principal diferencia que lo separó de ellos estuvo en la consideración acerca del origen de la riqueza. Según Smith, la industria y el comercio, tanto como las actividades primarias (agricultura, minería, pesca) eran por igual productoras de riqueza. Las ideas de Smith influyeron mucho en la economía georgiana que se desarrolló la Revolución Industrial.

#### David Ricardo
Su obra más importante, Principios de economía política y tributación, constituye la exposición más madura y precisa de la economía clásica; en el prefacio afirma que «el principal problema de la economía política es determinar las leyes que regulan la distribución». Con ese fin, David Ricardo desarrolló una teoría del valor y una teoría de la distribución.
Entre sus aportes destaca especialmente la teoría de la ventaja comparativa, que defiende las ventajas del comercio internacional y en esencia es una ampliación de la división del trabajo propuesta por Adam Smith. También se le atribuye la idea que afirma que el salario real de los trabajadores permanecerá cercano al nivel de subsistencia aunque haya intentos de incrementarlos, conocida como la ley de hierro de los salarios, basada a su vez en las ideas de Thomas Malthus.
Además propuso la que actualmente se conoce como equivalencia ricardiana, una teoría que sugiere que en algunas circunstancias la decisión de un gobierno de cómo financiarse (utilizando impuestos o mediante la emisión de deuda pública) puede no tener efecto en la economía. Irónicamente,[cita requerida] aunque esta equivalencia lleva su nombre, Ricardo nunca estuvo totalmente convencido. Robert Barro hizo unas variaciones de la misma idea utilizando la teoría de las expectativas racionales.
Principales aportes de Ricardo:
Teoría del Valor-Trabajo
Consideró que el valor o precio de un producto depende de una serie de factores que son los siguientes:
- La utilidad o la capacidad para satisfacer necesidades.
- El valor de los productos intercambiables proviene de su escasez o de la cantidad de trabajo necesaria para obtenerlos. Estableció una excepción; las mercaderías no reproducibles (por ejemplo: estatuas y pinturas raras, libros y monedas escasas). En los bienes reproducibles, el valor de cambio está regido por el trabajo incorporado a los mismos.

#### Thomas Malthus
En sus Principios de la Economía Política, publicado en 1820, explicó el paro basándose en la insuficiencia de la demanda. Así, criticó la ley de los mercados de J. B. Say, según la cual toda oferta genera su propia demanda. Esta ley afirma que los problemas de la oferta (costes) son la razón fundamental de las crisis económicas. Al contrario, Thomas Malthus explicó que el problema fundamental de la economía es la carencia de la demanda efectiva. Es uno de los primeros autores que tienen una teoría sobre el paro.
También es considerado como el padre de la Demografía. Es conocido principalmente por su Ensayo sobre el principio de la población (1798), en el que se expone el principio según el cual la población humana crece en progresión geométrica, mientras que los medios de subsistencia lo hacen en progresión aritmética. Así, llegará un punto en el que la población no encontrará recursos suficientes para su subsistencia (catástrofe maltusiana).
Malthus proporcionó un poderoso argumento contra la caridad pública o privada. Además, cargó sobre los pobres la culpa de la pobreza: si el trabajador recibía un aumento de salarios criaba a una familia más grande y, por lo tanto, aumentaban la mano de obra y los salarios bajaban al nivel de la mera subsistencia.
Para Malthus las guerras, enfermedades y todo aquello que mermara a la población era positivo porque de esa forma la población sobreviviente contaba con más recursos.

#### John Stuart Mill
Este autor escribió la mejor síntesis de la Economía Clásica, en su libro Principios de Economía Política (1848). En este libro, John Stuart Mill recoge los aportes fundamentales del resto de los economistas clásicos. También hizo avanzar, de forma importante, la economía clásica.

## Economía marxista

### Karl Marx y Friedrich Engels

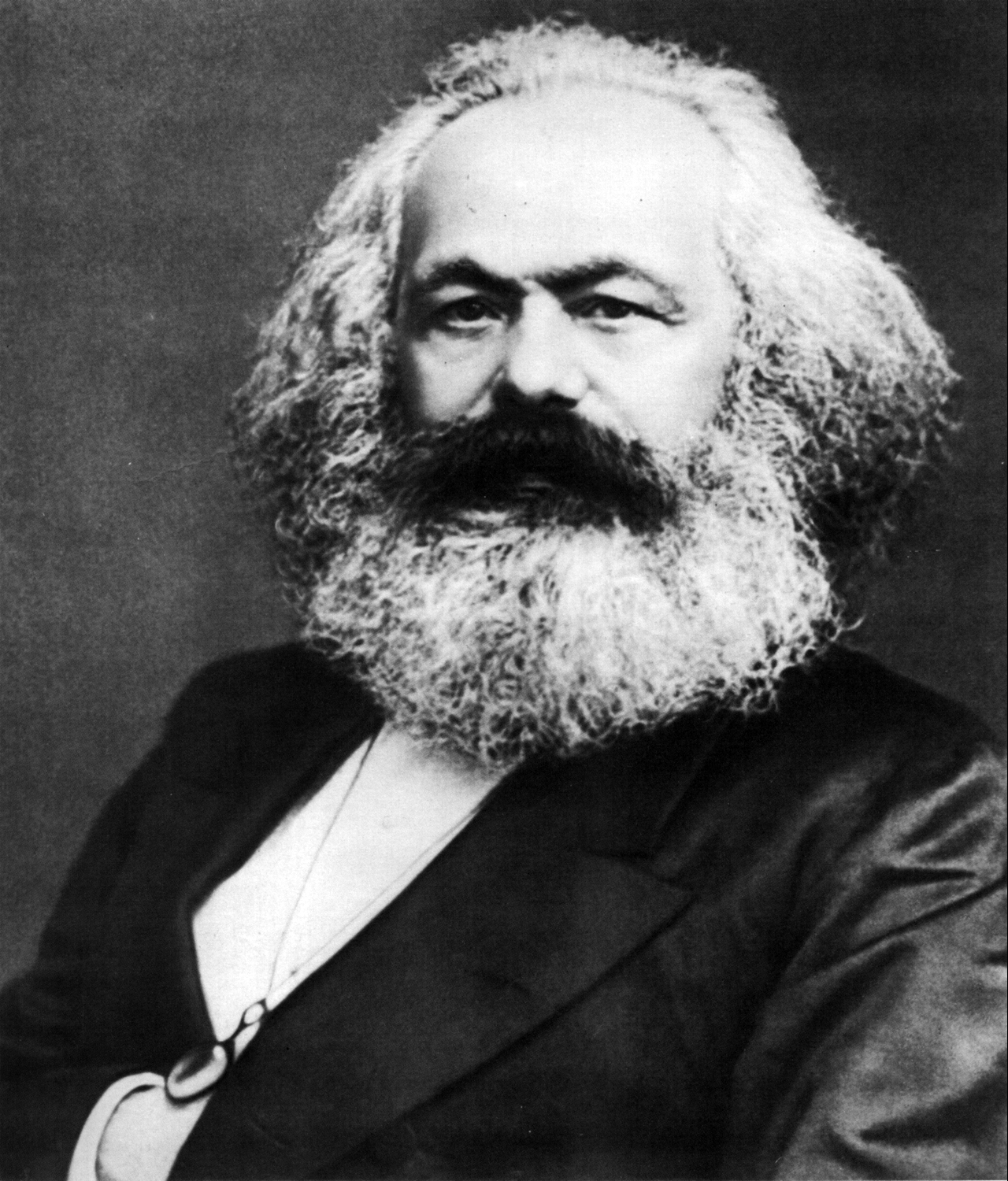
Karl Marx

Karl Marx, estudia a Adam Smith, David Ricardo y a otra gran cantidad de economistas, además de filósofos como Hegel (Dialéctica) y Feuerbach (Materialista). Elabora la teoría llamada materialismo histórico, en la cual postula que la sociedad humana evoluciona porque se encuentra en permanente movimiento, tanto económica como culturalmente. Así, para Marx la sociedad humana evolucionó de las comunidades primitivas al esclavismo, de ahí al feudalismo, después al capitalismo y pronosticaba que de ahí iría a una nueva sociedad.
Su obra más conocida es El Capital, en la cual analiza el funcionamiento del sistema económico capitalista, tanto en la producción como en la circulación.
Marx es considerado un revolucionario que denuncia el mutismo de los economistas ante la lucha de clases y la explotación.
Sus principios más importantes son
- la lucha de clases es la lucha de todas las sociedades clasistas: en el esclavismo existen esclavos y amos, en el feudalismo vasallos y señores feudales, en el capitalismo son Proletarios y Burgueses.
- la etapa capitalista es una etapa necesaria en la sociedad pero no la última.
- quienes producen y generan la riqueza de la sociedad, son los trabajadores asalariados o proletarios, pero ellos no son propietarios de los medios de producción.
- el sistema capitalista sólo puede existir gracias al trabajo asalariado.
- Marx también defiende la teoría del valor.
- La teoría del plusvalor.

El trabajador al transformar con su trabajo las materias primas crea una plusvalía, esto es, genera más valor del que tiene esta materia, también llamado valor agregado. Es por ello que, por ejemplo, una mesa tiene más valor que una tabla o pedazo de madera. Para Marx esta plusvalía es la ganancia de los capitalistas.
- los empleados asalariados se venden por horas y esto los convierte en mercancías, pues venden su fuerza de trabajo.
- la competencia entre los capitales siempre resulta en un ganador que se hace más y más fuerte, por lo que es más difícil competir con él; así unos se enriquecen mientras otros se empobrecen.

Por todo esto Marx concluye que la propiedad sobre los medios de producción es el camino para enriquecerse en la Sociedad Capitalista, pues de este modo también se convierte en propietario del producto terminado (que posee más valor), gracias al trabajo asalariado..
Friedrich Engels, su gran amigo y apoyo incondicional, alentó a Marx para dar el salto del campo filosófico al económico. Los textos publicados por Marx muestran una clara influencia en este sentido. Algunas obras de economía de Engels son La situación de la clase obrera en Inglaterra y El Anti-Dürhing.

## Economía neoclásica
En la década de 1870, se produjo una ruptura con la línea del análisis económico. Los economistas neoclásicos explicaron los precios relativos desde el lado de la demanda agregada, mientras que los clásicos explican los precios relativos desde el punto de vista de los costes (oferta). Explican el valor de los bienes en función de la utilidad marginal, es decir, de la última unidad consumida. Este cambio teórico se conoce como la "Revolución Marginalista", que fue el punto de partida del nacimiento del pensamiento neoclásico.
Hubo tres grandes escuelas neoclásicas, en las que destacan los siguientes economistas:
- William Jevons y Alfred Marshall, de la escuela inglesa de Cambridge, que desarrolló el concepto de Equilibrio parcial.
- Carl Menger y Eugen von Böhm-Bawerk, de la escuela austríaca de Viena, que desarrolló los fundamentos de una economía subjetivista, y una teoría de los procesos de mercado que abandona la noción de equilibrio como base del análisis económico.
- Léon Walras y Vilfredo Pareto, de la escuela francesa de Lausanna, que desarrolló la teoría del equilibrio general y que creó el concepto de "utilidad marginal" que originó el marginalismo como corriente del análisis económico.

### Valor de los bienes
La última unidad consumida es la que determina el precio del bien. El valor de un bien viene determinado por el uso menos importante que se hace de ese bien. Para illustrar la teoría, Menger tomó el ejemplo del paradoja del agua y los diamantes. Al haber mucha agua su valor es menor, explica, porque el precio de un diamante es mucho más elevado que el del agua. Así el valor de los bienes es completamente subjetivo.

### Teoría del equilibrio general
Para Walras la teoría económica se basa en dos supuestos: por una parte cada persona, o empresa tiende a maximizar su utilidad y por otra parte la demanda de cada bien debe igualar a su oferta. Se apoyó en la curva de demanda propuesta por Cournot, pero observó que solamente se aplica estrictamente al intercambio de dos bienes, por lo que se ocupó de deducir la curva de oferta de uno de los bienes a partir de la curva de demanda del otro. Para expresar matemáticamente los factores de los que depende la oferta, usó la teoría de los servicios productivos de Jeanm Baptiste Say (la venta de una unidad de un servicio comporta para su poseedor una privación de utilidad).
Concluyó que las funciones de demanda y oferta de un producto dependen tanto de su precio, como de los precios de los demás productos, rentas, costos de producción y otros factores. Los factores económicos proceden mediante un "tanteo", que aunque significa respuestas individuales diferentes, finalmente resulta en un comportamiento que tiende a maximizar la utilidad. El punto de equilibrio de cada mercado depende de lo que sucede en los demás mercados, por lo que la determinación del equilibrio general, de todo el mercado, implica la determinación simultánea del equilibrio parcial de cada mercado. Walras construyó entonces un sistema de ecuaciones que define el equilibrio estático de este sistema de cantidades interdependientes.
Su teoría monetaria partió de la necesidad individual de medios de pago, análoga a la demanda de un bien (el dinero), cuyo comportamiento se rige también por la utilidad marginal y es predecible mediante "ecuaciones de circulación".
Alfred Marshall era un profesor en la Universidad de Oxford. Su labor docente se basó en las teorías de Ricardo y Stuart Mill complementadas con las aportaciones del marginalismo, especialmente de Karl Menger y Léon Walras, conciliando las teorías ricardianas con las de la escuela austriaca. De espíritu abierto, con una sólida formación matemática, histórica y filosófica, introdujo en sus enseñanzas las críticas a la Escuela Clásica inglesa (principalmente, Smith, Ricardo, Malthus y Stuart Mill) procedentes del historicismo alemán y del socialismo, así como también de la escuela marginalista.
La «síntesis neoclásica», base de la teoría económica moderna. En 1890 publicó su obra capital, Principios de economía, que durante muchos años fue el principal libro de texto en las facultades de todo el mundo. En el primer volumen de la obra compaginó conceptos de la economía clásica como riqueza, producción, trabajo, capital o valor con aportaciones de la escuela marginalista como utilidad y utilidad marginal. A los factores de la producción (tierra, trabajo, capital) añadió un nuevo factor, el de la organización industrial.
En el 2.º volumen realizó una exposición del funcionamiento de los mercados, un análisis de oferta y demanda y expuso su teoría del equilibrio general, de la formación de la oferta, la incidencia de los monopolios y la distribución de la riqueza nacional. Los problemas más destacados que analizó fueron el de la formación de los precios y la distribución de la renta.
En el primer caso estableció como determinantes del valor de un bien tanto el coste de producción como la utilidad. A partir del valor del bien, la formación de los precios vendría dada por la confluencia de la oferta y la demanda; la primera, determinada por los costes de producción, y la segunda, por la utilidad marginal. También estableció una relación entre precio y cantidad demandada cuya sintaxis gráfica (curvas de oferta y de demanda) sigue vigente hoy día.

### El Óptimo de Pareto
Vilfredo Pareto desarrolla y perfecciona la teoría de Walras. Introduce el concepto de óptimo económico que hoy en día se conoce como el Óptimo de Pareto. El óptimo es aquella situación en la que ningún individuo puede mejorar su situación sin que empeore la de algún otro.
Para que se dé el Óptimo de Pareto, es necesario que haya un sistema de competencia pura y perfecta. Esto significa que se den estas cinco condiciones: atomicidad de los mercados (tantos compradores y vendedores que ninguno de ellos pueda influir individualmente en el precio del producto), transparencia y perfecta información (todo individuo conoce perfectamente cuáles son las condiciones del mercado), libre entrada y salida del mercado (no existen restricciones para que cualquier empresa pueda producir lo que desee), libre movilidad de los factores productivos (tanto el capital como el trabajo van a aquella situación según el precio de los factores), y por fin homogeneidad del producto (a los consumidores les da igual a quién comprar si todos los productos son iguales).

## Keynesianismo
Revolución keynesiana

### Keynes y los inicios de la moderna teoría macroeconómica

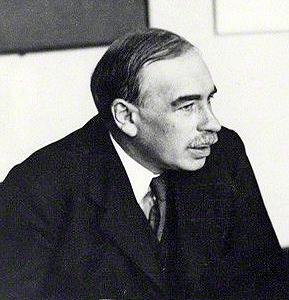
John Maynard Keynes

John Maynard Keynes (1883-1946) nació en Cambridge, educado en Eton y en la Universidad de Cambridge, donde tuvo como profesores a Arthur Pigou y Alfred Marshall. Durante la Primera Guerra Mundial trabajó para el Gobierno británico, y como su representante en la Conferencia de Paz de París (1919). Sus observaciones sobre la conferencia se plasmaron en su libro The Economic Consequences of the Peace (Las consecuencias económicas de la paz) (1919) donde argumentó que las reparaciones que se obligaba a pagar a Alemania a los países victoriosos en la guerra eran excesivas y que llevarían a la economía alemana a la ruina y resultarían en futuros conflictos para Europa.
Su obra principal fue Teoría general de la ocupación, el interés y el dinero en la que desafió el paradigma económico imperante en el momento de la publicación en 1936. En este libro Keynes presentó una teoría basada en la noción de demanda agregada para explicar las variaciones del nivel general de actividad económica, como las observadas durante la Gran Depresión de los años 30. Según su teoría, el ingreso total de la sociedad está definido por la suma del consumo y la inversión; y en una situación de desempleo en la que exista una capacidad productiva no utilizada, «solamente» podrá aumentarse el empleo y el ingreso total, incrementando primero los gastos, sea en consumo o en inversión.
Contexto histórico: Época de crisis, guerras y revoluciones. Entre las dos guerras mundiales, el sistema económico de la mayoría de los países industrializados se vio afectado por una crisis económica y social de dimensiones sin precedentes.
Destrucción por la Primera Guerra, desorganización de las estructuras productivas y endeudamiento de los países involucrados e invadidos, que continuó a lo largo de la década del 30. Las graves condiciones de la depresión de fines de la década del 20 se iniciaron en Inglaterra, alcanzaron a los EE. UU. en el año 1929 (crac de la Bolsa de Nueva York) y se extendieron a otros países. Con ello se modificaron las corrientes comerciales y financieras y con la crisis se redujo el comercio internacional. Cartelización, sobreproducción y violentos desajustes del crédito y de los valores bursátiles. Quiebra de bancos y empresas, caída de los precios y de la producción, desempleo persistente y de niveles nunca visto; miseria, caída del gasto, olas de descontento social. Keynes consideró que un capitalismo no regulado no era compatible con el mantenimiento del pleno empleo y la estabilidad económica.
Su visión: La demanda efectiva pasó a ocupar un papel preponderante en la dinámica del sistema económico, por considerarse que engendraba renta. Supuso el gasto agregado compuesto por el Consumo, la Inversión y el Gasto de Gobierno.
El paro, considerado involuntario, pasó a ser el objetivo prioritario a combatir. En materia de política económica, Keynes instruyó a las autoridades económicas de la época, acerca de la conveniencia que suponía el gasto frente a la austeridad que habían preconizado los autores clásicos. Sus recomendaciones de política constituyeron paliativos para salvar al sistema capitalista de la crisis general, y expresaron una filosofía social antimarxista. (defensa de la propiedad privada y oposición al colectivismo). El planteamiento de Keynes fue macroeconómico y de corto plazo.
Su revolución de la economía teórica estuvo precedida por una práctica basada en el intervencionismo, dictada por la necesidad impuesta por las guerras y la crisis. Para él, la desigualdad del capitalismo conduce inexorablemente a la falta de demanda efectiva y al paro. En ese marco, dada la insuficiencia de demanda efectiva de la época, fue partidario de reducir las desigualdades en la distribución de la renta y la riqueza para promover el consumo.
Su atención se centró en la moderación de las fluctuaciones económicas, en la lucha contra el paro involuntario y en los esfuerzos por conseguir un nivel alto y estable de ocupación de los recursos productivos. Por ello, sostuvo que cuando la inversión no es suficiente para lograr el pleno empleo, el Estado debe intervenir en la economía expandiendo el gasto público para conseguir un aumento neto de la demanda efectiva y la plena ocupación. No todo crecimiento de demanda genera inflación. Solo en el caso de que la demanda rebase el punto de la plena capacidad de producción, el aumento de la demanda puede causar una subida de los precios. Por tanto, las variaciones de la demanda llevan consigo variaciones en la producción que influyen en la utilización de las capacidades productivas existentes y en el empleo del trabajo. Recomendó la creación de empresas públicas para conservar el empleo de largo plazo. Realizó el análisis del ciclo económico a partir del nivel del ingreso y del empleo. La tasa de interés y la propensión marginal al consumo son relativamente estables, por lo tanto la eficacia marginal del capital es la variable de mayor incidencia en el nivel de renta y de empleo del sistema. A ello se agrega el nivel de gasto público y el comportamiento empresario ante la política monetaria.
Hizo una fuerte crítica a los rasgos financieros, rentistas y especulativos del capitalismo que afectaban el nivel de inversión y de empleo. No obstante se apartó y cuestionó la filosofía social marxista de la propiedad colectiva de los medios de producción, y procuró establecer paliativos para la mejora del funcionamiento del capitalismo. Ofreció una visión alternativa a la de la economía convencional para hacer frente al paro, problema crucial de esos momentos a nivel mundial. Al respecto, su obra como programa de acción propuso: aumentar la capacidad de consumo y elevar el volumen de inversión hasta un nivel en que pudiera cubrir la diferencia entre la renta total y el consumo en una situación de empleo total. La principal sugerencia vinculada con ello fue además: la imposición progresiva para redistribuir la renta social de los individuos con escasa propensión al consumo (los ricos) a aquellos que tienen elevada propensión al consumo (los obreros) y elevar así la propensión al consumo de la comunidad, su consumo y con ello la inversión y el empleo. La inversión podría ser aumentada o bien elevando la eficacia marginal del capital (rendimiento) o bajando la tasa de interés. Los proyectos de inversión pública tendrían por objeto compensar las fluctuaciones e insuficiencias de la inversión privada, y generar empleo.
En política monetaria sugirió crear una autoridad monetaria fuerte con una rigurosa intervención sobre la cantidad total de dinero, como medio para disminuir el tipo de interés y de este modo estimular la inversión privada. (teoría del interés basada en la preferencia de la liquidez). No obstante, su modelo es considerado formal y ahistórico, dado que pretende definir leyes de aplicación general, y es parcial en tanto no incluye un análisis económico social institucional integral. No cuestiona las leyes de la propiedad privada ni otros mecanismos que afectan la distribución del ingreso como Marx.

### La escuela neokeynesiana
La economía keynesiana se centró en el análisis de las causas y consecuencias de las variaciones de la demanda agregada y sus relaciones con el nivel de empleo y de ingresos. El interés final de Keynes fue poder dotar a unas instituciones nacionales o internacionales de poder para controlar la economía en las épocas de recesión o crisis. Este control se ejercía mediante el gasto presupuestario del Estado, política que se llamó política fiscal. La justificación económica para actuar de esta manera parte, sobre todo, del efecto multiplicador que se produce ante un incremento.

## Juegos, evolución y crecimiento (sigloXX)
Ver también: Teoría de juegos y Modelo de crecimiento neoclásico
Personas clave: John von Neumann, Oskar Morgenstern, Robert Solow
En 1898 Thorstein Veblen publicó Why is Economics not an Evolutionary Science, que acuña el término economía evolutiva, haciendo uso de la antropología para negar que exista una naturaleza humana universal, enfatizando el conflicto entre los valores "industriales" o instrumentales y los "pecuniarios" o ceremoniales. , que se conoció como la Dicotomía Ceremonial / Instrumental.
Joseph Alois Schumpeter (1883-1950) fue un economista y politólogo de la Escuela Austriaca más conocido por sus trabajos sobre los ciclos económicos y la innovación. Insistió en el papel de los empresarios en una economía. En Ciclos económicos: un análisis teórico, histórico y estadístico del proceso capitalista (1939), Schumpeter sintetizó las teorías sobre los ciclos económicos, sugiriendo que podrían explicar las situaciones económicas sucesivas. Según Schumpeter, el capitalismo pasa necesariamente por ciclos a largo plazo porque se basa enteramente en invenciones e innovaciones científicas. Una fase de expansión es posible gracias a las innovaciones, porque aportan ganancias de productividad y animan a los empresarios a invertir. Sin embargo, cuando los inversores no tienen más oportunidades de invertir, la economía entra en recesión, varias empresas colapsan, se producen cierres y quiebras. Esta fase dura hasta que las nuevas innovaciones traen consigo un proceso de destrucción creativa, es decir, destruyen productos viejos, reducen el empleo, pero permiten que la economía inicie una nueva fase de crecimiento, basada en nuevos productos y nuevos factores de producción.
En 1944, el matemático húngaro-estadounidense John von Neumann y Oskar Morgenstern publicaron Theory of Games and Economic Behavior, fundando la teoría de juegos, que fue ampliamente adoptada por los economistas. En 1951, el matemático de Princeton John Forbes Nash Jr. publicó el artículo Non-Cooperative Games, convirtiéndose en el primero en definir un Equilibrio de Nash para juegos de suma distinta de cero.
En 1956, el economista estadounidense Robert Solow (1924–) y el economista australiano Trevor Swan (1918–1989) propusieron el modelo Solow – Swan, basado en la productividad, la acumulación de capital, el crecimiento de la población y el progreso tecnológico. En 1956 Swan también propuso el diagrama de Swan del equilibrio interno-externo. En 1987, Solow recibió el Premio Nobel de Economía.

## Pensamiento económico después de la Segunda Guerra Mundial
Después de la Segunda Guerra Mundial, hubo un cierto consenso entre los economistas a propósito de las políticas económicas que adoptar. La mayoría de los gobiernos de los países desarrollados, atendiendo a las propuestas keynesianas, iniciaron una activa política de intervención tan estructural como coyuntural en la economía, aumentando progresivamente sus gastos y el peso del sector público. El keynesianismo fue adoptado como paradigma dominante en todas las universidades occidentales, y algunos económicos trataron de realizar una fusión entre el modelo neoclásico y el modelo keynesiano. Paul Samuelson fue el que realiza este síntesis teórica entre las diversas corrientes dando lugar al neokeynesianismo. Algunos economistas, los postkeynesianos, consideran sin embargo que las ideas de Keynes fueron excesivamente deformadas por esa fusión y por los vulgarizadores y que en su forma original aún tienen mucho que aportar para comprender el funcionamiento de la economía.
Sin embargo, durante los años cincuenta y sesenta, un pequeño grupo, los monetaristas, criticaron a las políticas keynesianas. Fundada y liderada por Milton Friedman, de la Escuela de Chicago, la escuela monetarista condena la intervención coyuntural de los gobiernos en la economía e insistieron también en los efectos negativos de un excesivo peso del Estado. En lugar de estas políticas gobernantes, propusieron políticas monetarias neutrales permitiendo a la economía crecer sin inflación. La influencia de los monetaristas quedó limitada, ya que el keynesianismo fue dominante hasta los años setenta. De hecho, la crisis económica de los años setenta se caracterizó simultáneamente por una inflación y un paro importantes, algo inexplicable por las teorías keynesianas. A raíz de esta crisis, la escuela monetarista se volvió dominante y las políticas que abogaban fueron adoptadas por la mayoría de los gobiernos de los países industriales,  primero en los Estados Unidos e Inglaterra con la llegada al poder en 1979 de Ronald Reagan y Margaret Thatcher. De la escuela monetarista surgió la llamada Nueva economía clásica lo que a su vez, dio apoyo a las corrientes neoliberales que dominaron la ciencia económica durante los años 80.
Durante la segunda mitad del siglo veinte surgieron algunas corrientes de la teoría económica que analizaban campos aparentemente dispersos y muy específicos, y que todos pertenecen a un programa de investigación que se conoce como neoinstitucionalismo. Las teorías más importantes de este movimiento son el análisis económico del derecho, la teoría económica de la elección pública, la nueva teoría de la empresa y los contratos, la teoría de los costes de transacción y la economía de la información, entre otras. A finales del siglo se desarrollaron también escuelas económicas especializadas en sujetos particulares en margen del pensamiento económico dominante. Ejemplos notables de estas corrientes son la teoría de la microeconomía moderna, la econometría o la teoría de los juegos.

## Bibliográfía
Bibliografía general
- Ravier, Adrián, Lecturas de Historia del Pensamiento Económico, Unión Editorial, Madrid, 2012.
- Ekelundy Hébert. Historia de la Teoría económica y de su método; Mc Graw Hill, Madrid.
- Blaug, Mark, Economic Theory In Retrospect, Cambridge University Press, 1996.
- Ekelund, Robert B. y Robert, F. H. Historia de la teoría económica y su método: McGraw-Hill, 1992.
- Fellner, William, Modern Economic Analysis, McGraw-Hill, 1960
- Fernández López, Manuel. Historia del pensamiento económico; A-Z editora, 1998.
- Niehans, Jürg, A History of Economic Theory, The Johns Hopkins University Press,1990.
- Rothbard, Murray N. Historia del Pensamiento Económico 2 Tomos; Unión Editorial, 1999.
- Robbins, Lionel, A History of Economic Thought. The LSE Lectures, editadas por Steven G. Medema y Warren J. Samuels, Princeton University Press, 1998.
- Schumpeter, J., History of Economic Analysis, Oxford University Press, 1954.
- Spiegel, Henry William, The Growth of Economic Thought. Duke University Press, 1991.
- Taylor, Overton H., A History of Economic Thought, McGraw-Hill, 1960

• Zanetti de Londra, Marta y Gorga de Rago Mirta (2008). Economía. Educación Secundaria. Gram Editora.
Bibliografía especial
- Beaud, Michel y Gilles Dostaler, Economic Thought since Keynes, Routledge, 1995.
- Blaug, Mark et al, The Quantity Theory of Money, Edward Elgar, 1995.
- Hansen, Bent, A Survey of General Equilibrium Systems, McGraw-Hill, 1970.
- Humphrey, Thomas M., Money, Banking and Inflation. Essays in the History of Monetary Thought, Edward Elgar, 1993.
- Jonung, Lars, The Stockholm School of Economics Revisited, Cambridge University Press, 1991.
- Laidler, David, The Golden Age of the Quantity Theory, Princeton University Press, 1991.
- Laidler, David, Fabricating the Keynesian Revolution, Studies of the Inter-War Literature on Money, the Cycle, and Unemployment, Cambridge University Press, 1999.
- Patinkin, Don, Anticipations of the General Theory? And Other Essays on Keynes, The University of Chicago Press, 1982.
- Silva Herzog, Jesús, Antología del pensamiento económico-social, Fondo de Cultura Económica, 1963.
- Sowell, Thomas, Classical Economics Reconsidered, Princeton University Press, 1974.
- Ravier, Adrián, Richard Cantillon y el primer tratado de economía política, en LECTURAS de Historia del Pensamiento Económico, Unión Editorial, Madrid, 2012.